# Ну, погоди! (выпуск 18)
Ну, погоди! (выпуск 18) — восемнадцатый мультипликационный фильм из серии «Ну, погоди!».
Последний мультфильм из серии, в котором принимали участие Вячеслав Котёночкин и Клара Румянова.

## Сюжет
Волк гуляет по городу с бутылкой пива марки «Troika».
Волк обнаруживает открытый импортный автомобиль и вместе с Зайцем исследует его функции: кондиционер, стоматологическую бормашину и встроенный телефон фирмы «АМТ».
Волк и Заяц угоняют автомобиль и, мчась на полной скорости, устраивают на дорогах переполох. За городом главные герои врезаются в придорожное дерево.
Волк на самокате гонится за Зайцем.
В супермаркете «Берёзка в Лужниках»:
- Волк выбирает ингредиенты для блюда из Зайца; скользит с Бегемотом-администратором на подсолнечном масле; Волк и Бегемот-администратор попадают в фотокабину «Блиц-фото».

- Волк мчится на пылесосе фирмы «General Electric», выдувающем воздух; Заяц взаимодействует с различными спортивными вещами: дельтапланом, батутом, баскетбольным кольцом, кузнечиком, гимнастическим мостиком и перекладиной; Волк и Бегемот-администратор попадают в фотокабину «Блиц-фото».

- Волк оказывается запертым в сейфе фирмы «Crosna»; Заяц пытается открыть сейф с помощью ножовки по металлу, молотка и зубила, электродрели; Волк и Бегемот-администратор попадают в фотокабину «Блиц-фото».

- Заяц танцует с игрушечным роботом; между роботами Волка и Зайца происходит сражение на световых мечах; Волк попадает в аттракцион «Космическая центрифуга».

## Создатели
| автор сценария             | Александр Курляндский                                                                  |
| кинорежиссёры              | Вячеслав Котёночкин, Владимир Тарасов                                                  |
| художник-постановщик       | Алексей Котёночкин                                                                     |
| ассистенты:                | Жанна Серебренникова, Ксения Молодякова                                                |
| монтажёр                   | Маргарита Михеева                                                                      |
| кинооператор               | Людмила Крутовская                                                                     |
| звукооператор              | Владимир Кутузов                                                                       |
| художники-мультипликаторы: | Владимир Никитин, Вячеслав Каюков, Дмитрий Куликов, Владимир Арбеков, Андрей Игнатенко |
| художники:                 | Лариса Лобачёва, Юлия Иванова, Мстислав Купрач, Татьяна Коровкина                      |
| роли озвучивали:           | записи голоса Анатолия Папанова — Волк, Клара Румянова — Заяц                          |
| редактор                   | Елена Михайлова                                                                        |
| директор картины           | Нина Соколова                                                                          |
| продюсеры                  | Александр Лебедев, Пётр Бабаханян                                                      |

## Производство
Данную серию «Ну, погоди!» в основном вёл Владимир Тарасов.
Мультфильм создан совместно студиями «Союзмультфильм» и «Студия 13».
Премьера на телевидении состоялась 24 июня 1994 года на РТР и на 1-м канале Останкино.

## Саундтрек
- Леонид Сметанников (баритон), Камерный ансамбль народных инструментов "Инеко". Руководитель Вячеслав Круглов — «Выйду на улицу» (русская народная песня);
- James Last und seine Hammond-Bar-Combo — «Melancholie - La Mamma» (Fuchsberger - Aznavour-Niessen);
- Zacharias and his Magic Violins — «Bublitchki» (Trad.);
- «На сопках Маньчжурии» (Илья Шатров);
- Оркестр Московского театра эстрады, дирижёр Николай Минх — «Спортивный марш из кинофильма „Вратарь“. Инструментальный вариант» (Исаак Дунаевский);
- Миша Шуфутинский — «Таганка»;
- Afric Simone — «Hafanana» (Music and lyrics: Simone - Regal).

В эпизоде с титрами звучит неизменная музыкальная композиция «Водные лыжи» Тамаша Деака в исполнении вокального ансамбля «Гармония» и инструментального ансамбля «Деак».